# Diecezja Acireale

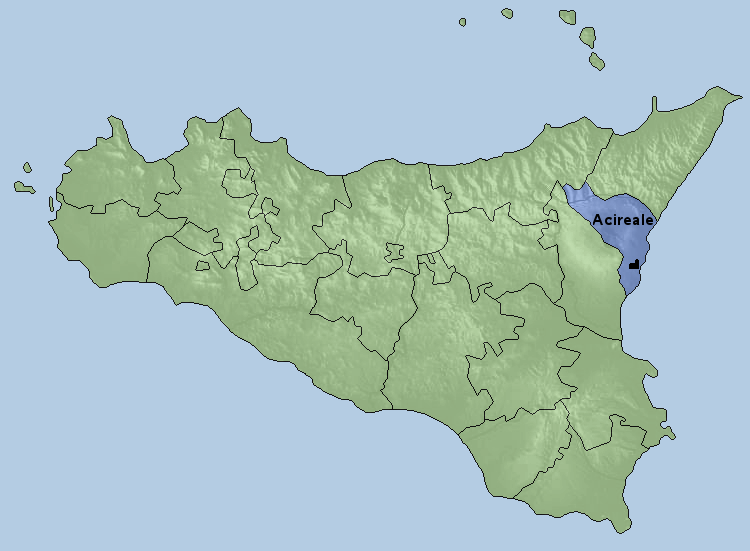
Diecezja na mapie administracyjnej Kościoła na Sycylii

Diecezja Acireale (wł. Diocesi di Acireale, łac. Dioecesis Iaciensis) – diecezja Kościoła łacińskiego w metropolii Katanii we wschodniej Sycylii we Włoszech. Została erygowana 27 lipca 1844.

## Główne świątynie
- Katedra: Katedra Zwiastowania NMP w Acireale
- Bazyliki mniejsze:
  - Bazylika św. Filipa z Agiry w Aci San Filippo
  - Bazylika św. Jakuba i Matki Bożej z Catena w Castiglione di Sicilia
  - Bazylika Matki Bożej Wniebowziętej w Randazzo
  - Bazylika św. Piotra w Riposto
  - Bazylika św. Sebastiana w Acireale
  - Bazylika świętych Piotra i Pawła w Acireale

## Biskupi diecezjalni
- Gerlando Maria Genuardi (1872-1907)
- Giovanni Battista Arista-Vigo COr (1907-1920)
- Salvatore Bella (1920-1922)
- Fernando Cento (1922-1926)
- Evasio Colli (1927-1932)
- Salvatore Russo (1932-1964)
- Pasquale Bacile (1964-1979)
- Giuseppe Malandrino (1979-1998)
- Salvatore Gristina (1999-2002)
- Pio Vittorio Vigo (2002-2011)
- Antonino Raspanti (od 2011)